# Key to My Soul
Key to My Soul (englisch für: „Schlüssel zu meiner Seele“) ist das dritte Studioalbum der deutschen Sängerin Sarah Connor. Es wurde am 17. November 2003 von X-Cell und Epic Records veröffentlicht. Die Platte erreichte Platz acht der deutschen Albumcharts.

## Hintergrund
Key to My Soul ist Connors drittes Studioalbum und erschien vor ihrer ersten Babypause. Auch bei diesem Album arbeitete Connor wieder mit ihrem Produzententeam, bestehend aus Kay Denar, Rob Tyger und Triage zusammen. Auch die Songwriterin Diane Warren, die bereits für Connors zweites Studioalbum ein Lied schrieb, steuerte erneut mit I Want Some of That ein Lied bei. Bei der Midtempo-Nummer Love Is Color-Blind wirkte der amerikanische R&B- und Hip-Hop-Sänger TQ als Gastsänger mit. Gemeinsam waren sie bereits 2001 auf Connors Debüt-Single Let’s Get Back to Bed – Boy! vertreten. Love Is Color-Blind handelt von rassistischen Vorurteilen und fordert mehr Toleranz. Die soulige Ballade I’m Gonna Find You (Osla Suite) stammt vom amerikanischen Produzenten Narada Michael Walden, der zuvor schon Lieder für Künstlern wie Aretha Franklin, Whitney Houston, Gladys Knight und Stevie Wonder schrieb.
Aus dem Album wurden zwei Singles ausgekoppelt, die beide Platz eins der deutschen Single-Charts erreichten. Am 3. November 2003 erschien als erste Singleauskopplung Music Is the Key, bei der Connor mit der New Yorker A-cappella-Band Naturally 7 zusammenarbeitete. Am 8. November wurde das Lied als TV-Premiere bei Thomas Gottschalk in Wetten, dass..? präsentiert. Als zweite und letzte Single wurde am 1. März 2004 um Connors schwangerschaftsbedingte Auszeit zu verkürzen Just One Last Dance veröffentlicht. Hierfür nahm sie das Lied mit der Band Natural neu auf, in der ihr Partner Marc Terenzi Mitglied war.

## Rezension
Eberhard Dobler von Laut.de vergibt zwei von fünf möglichen Punkten und meint, das Album würde die Erwartungen des Mainstreams und der Fans vollauf befriedigen. Er lobt die Qualität der Produktionen, die sich nicht vor denen von Christina Aguilera oder Britney Spears verstecken müsse. Allerdings vermisst er Sound-Experimente und innovative Arrangements und schreibt, Connor wage den Sprung zum nächsten Sound-Level nicht.
Matthias Reichel von Cdstarts.de gibt dem Album 4 von 10 Punkten. Die Vorab-Single Music Is The Key nennt er durch ihren balladesken Bombast ideal für das Weihnachtsgeschäft, findet jedoch, dass das Lied durch Stil und Melodieführung dreist vom Lied One Sweet Day von Mariah Carey und Boyz II Men abkupfere. Dieser Eindruck werde durch die New Yorker Acapella-Band Naturally 7 noch verstärkt. Im Vergleich zum Vorgängeralbum sei Key to My Soul ruhiger gehalten. Er kritisiert, dass auf dem Album Kitsch, Bombast und Allerweltspop regieren und kommt zu dem Fazit, dass das Album reinste Zeitverschwendung und nicht mehr als gut gemeinte Fahrstuhlmusik sei.

## Titelliste
1. Music Is the Key (feat. Naturally 7) (Rob Tyger, Kay Denar) – 4:37
2. Love Is Color-Blind (feat. TQ) (Tyger, Denar, Terrance Quaites) – 4:46
3. Just One Last Dance (Tyger, Denar) – 4:29
4. My Intuition (Tyger, Denar, Wayne Wilkins, Avril MacKintosh, Maya Singh) – 3:54
5. Daddy’s Eyes (Brock Landers, Stephen Shape) – 4:08
6. Whatcha Wearing? (Interlude) (Tyger, Denar) – 0:45
7. Hasta la vista! (Tyger, Denar) – 3:44
8. I’m Gonna Find You (Osla Suite) (Tyger, Denar, Shawn Casselle) – 4:46
9. When Two Become One (Tyger, Denar, Sarah Connor) – 4:51
10. Are U Ready to Ride? (Tyger, Denar, Casselle) – 3:34
11. For the People (Tyger, Denar) – 3:19
12. I Want Some of That (Diane Warren) – 3:50
13. At the Station (Interlude) (Tyger, Denar, Connor) – 0:44
14. Every Moment of My Life (Tyger, Denar, Connor, Marc Terenzi) – 4:15
15. Turn Off the Lights (Tyger, Denar) – 3:23

Bonustrack (Asian Edition)
1. Bounce (feat. Mr. Freeman)

Bonustrack (Limited Edition)
1. Making of Just One Last Dance

## Chartplatzierungen
| ChartsChartplatzierungen | Höchstplatzierung | Wochen |
| ------------------------ | ----------------- | ------ |
| Deutschland (GfK)        | 8 (28 Wo.)        | 28     |
| Österreich (Ö3)          | 11 (22 Wo.)       | 22     |
| Schweiz (IFPI)           | 12 (29 Wo.)       | 29     |

| ChartsJahrescharts (2004) | Platzierung |
| ------------------------- | ----------- |
| Deutschland (GfK)         | 58          |

## Auszeichnungen für Musikverkäufe
| Land/Region        | Auszeichnungen für Musikverkäufe (Land/Region, Auszeichnung, Verkäufe) | Verkäufe |
| ------------------ | ---------------------------------------------------------------------- | -------- |
| Deutschland (BVMI) | Platin                                                                 | 200.000  |
| Insgesamt          | 1× Platin ·                                                            | 200.000  |